# Boisset-Saint-Priest
Boisset-Saint-Priest és un municipi francès situat al departament del Loira i a la regió d'Alvèrnia-Roine-Alps. L'any 2007 tenia 1.027 habitants.

## Demografia

### Població
El 2007 la població de fet de Boisset-Saint-Priest era de 1.027 persones. Hi havia 392 famílies de les quals 92 eren unipersonals (59 homes vivint sols i 33 dones vivint soles), 117 parelles sense fills, 161 parelles amb fills i 22 famílies monoparentals amb fills.
La població ha evolucionat segons el següent gràfic:
Habitants censats

### Habitatges
El 2007 hi havia 507 habitatges, 399 eren l'habitatge principal de la família, 70 eren segones residències i 38 estaven desocupats. 498 eren cases i 7 eren apartaments. Dels 399 habitatges principals, 326 estaven ocupats pels seus propietaris, 64 estaven llogats i ocupats pels llogaters i 8 estaven cedits a títol gratuït; 1 tenia una cambra, 9 en tenien dues, 30 en tenien tres, 137 en tenien quatre i 221 en tenien cinc o més. 310 habitatges disposaven pel capbaix d'una plaça de pàrquing. A 139 habitatges hi havia un automòbil i a 240 n'hi havia dos o més.

### Piràmide de població
La piràmide de població per edats i sexe el 2009 era:
| Homes | Edats   | Dones |
| ----- | ------- | ----- |
| 0     | 95 o +  | 0     |
| 0     | 90 a 94 | 4     |
| 0     | 85 a 89 | 0     |
| 0     | 80 a 84 | 4     |
| 12    | 75 a 79 | 0     |
| 36    | 70 a 74 | 20    |
| 36    | 65 a 69 | 24    |
| 12    | 60 a 64 | 24    |
| 16    | 55 a 59 | 24    |
| 40    | 50 a 54 | 12    |
| 24    | 45 a 49 | 24    |
| 44    | 40 a 44 | 48    |
| 44    | 35 a 39 | 40    |
| 32    | 30 a 34 | 44    |
| 20    | 25 a 29 | 20    |
| 12    | 20 a 24 | 12    |
| 32    | 15 a 19 | 28    |
| 32    | 10 a 14 | 20    |
| 40    | 5 a 9   | 28    |
| 40    | 0 a 4   | 36    |

## Economia
El 2007 la població en edat de treballar era de 669 persones, 510 eren actives i 159 eren inactives. De les 510 persones actives 484 estaven ocupades (269 homes i 215 dones) i 26 estaven aturades (13 homes i 13 dones). De les 159 persones inactives 71 estaven jubilades, 45 estaven estudiant i 43 estaven classificades com a «altres inactius».

### Ingressos
El 2009 a Boisset-Saint-Priest hi havia 430 unitats fiscals que integraven 1.138 persones, la mediana anual d'ingressos fiscals per persona era de 18.251 €.

### Activitats econòmiques
Dels 37 establiments que hi havia el 2007, 1 era d'una empresa extractiva, 2 d'empreses de fabricació d'altres productes industrials, 18 d'empreses de construcció, 6 d'empreses de comerç i reparació d'automòbils, 2 d'empreses d'hostatgeria i restauració, 2 d'empreses immobiliàries, 2 d'empreses de serveis i 4 d'empreses classificades com a «altres activitats de serveis».
Dels 20 establiments de servei als particulars que hi havia el 2009, 1 era un taller de reparació d'automòbils i de material agrícola, 2 paletes, 2 guixaires pintors, 2 fusteries, 6 lampisteries, 2 electricistes, 1 empresa de construcció, 1 perruqueria, 2 restaurants i 1 saló de bellesa.
L'any 2000 a Boisset-Saint-Priest hi havia 45 explotacions agrícoles que ocupaven un total de 1.029 hectàrees.

## Equipaments sanitaris i escolars
El 2009 hi havia 1 escola maternal i 1 escola elemental.

## Poblacions més properes
El següent diagrama mostra les poblacions més properes.